# (157064) Sedona
(157064) Sedona est un astéroïde de la ceinture principale.

## Description
(157064) Sedona est un astéroïde de la ceinture principale. Il fut découvert par le programme KLENOT le 26 septembre 2003 à l'observatoire Klet'. Il présente une orbite caractérisée par un demi-grand axe de 3,08 UA, une excentricité de 0,087 et une inclinaison de 15,48° par rapport à l'écliptique.
Il fut nommé d'après la ville de Sedona située aux États-Unis, en Arizona.
Cette planète mineure ne doit pas être confondue avec l'objet transneptunien (90377) Sedna.

## Compléments